# Maggie Hassan
Margaret "Maggie" Hassan, nata Wood (Boston, 27 febbraio 1958), è una politica statunitense, senatrice per lo stato del New Hampshire dal 2017 e in precedenza governatrice dello stesso stato dal 2013 al 2017. Hassan è membro del Partito Democratico.

## Biografia
Nata a Boston, la Hassan è figlia di Robert Coldwell Wood, un politico democratico che fu Segretario della Casa e dello Sviluppo Urbano sotto Lyndon B. Johnson. Dopo gli studi, la Hassan divenne avvocato e svolse questa professione per diversi anni finché non entrò in politica.
Nel 2002 si candidò al Senato di stato del New Hampshire, ma perse le elezioni contro il repubblicano in carica Russell Prescott. Nel 2004 lo sfidò nuovamente e questa volta ebbe la meglio; fu riconfermata per altri due mandati nel 2006 e nel 2008, ma nel 2010 venne sconfitta da Prescott, che si era ricandidato per il suo vecchio seggio. Negli ultimi due anni di mandato, la Hassan rivestì anche il ruolo di leader della maggioranza e fu una delle maggiori promotrici del disegno di legge che istituiva nello stato del New Hampshire il matrimonio tra persone dello stesso sesso.
Nel 2012 la Hassan si candidò alla carica di governatore del New Hampshire e riuscì a vincere con un'ampia maggioranza di voti, divenendo la seconda donna democratica ad essere eletta governatrice dopo Jeanne Shaheen. Nel 2014 fu riconfermata dagli elettori per un secondo mandato.
Nel 2016 annunciò la sua intenzione di non richiedere un nuovo mandato da governatrice, candidandosi invece al Senato contro la repubblicana uscente Kelly Ayotte. La campagna elettorale fu molto combattuta e alla fine la Hassan riuscì a prevalere sulla Ayotte per appena 743 voti.
Sposata con Thomas Hassan, per molti anni preside della Phillips Exeter Academy, la Hassan è madre di due figli: al maggiore, Ben, fu diagnosticata una paralisi cerebrale infantile; la Hassan dichiarò che uno dei motivi che la spinsero ad entrare in politica fu proprio il desiderio di tutelare i bambini disabili come suo figlio.